# Sirenomelia

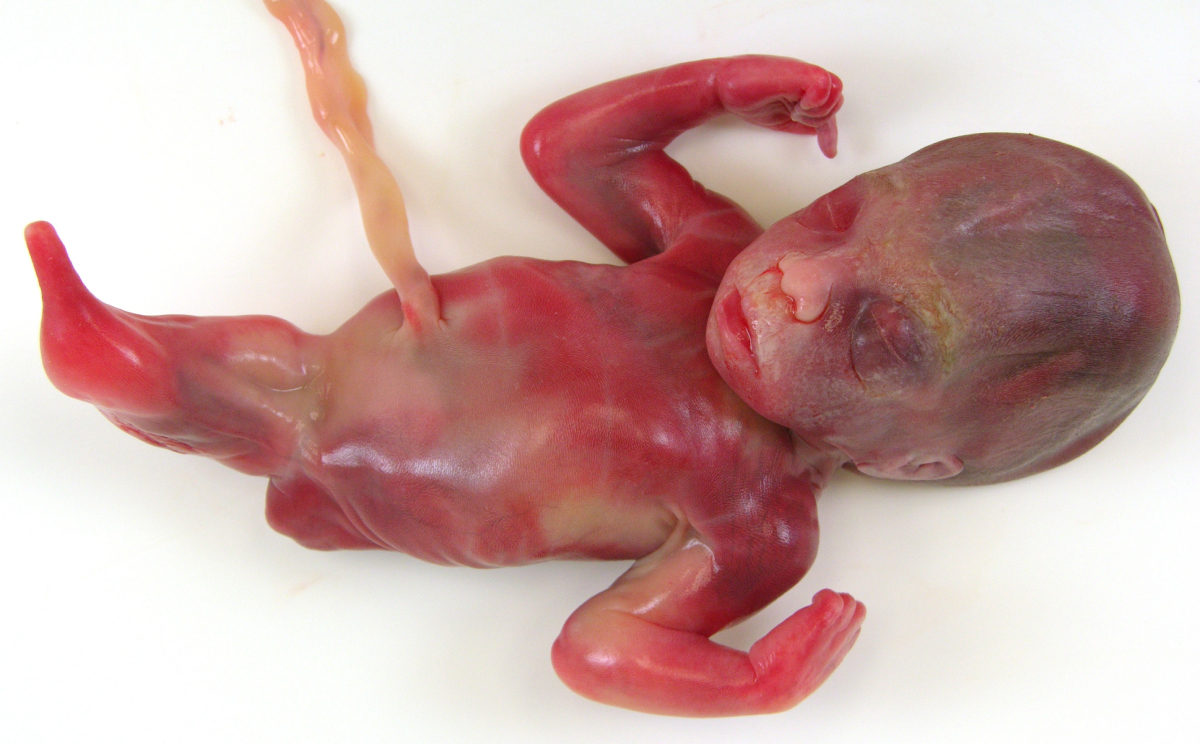
Foster med sirenomelia

Sirenomelia, även kallat sjöjungfrusyndromet, är en medfödd defekt där benen är ihopväxta som fenan på en fisk.
Sirenomelia är mycket sällsynt, bara en av 100 000 barn föds med det. Ofta så har sjukdomen också påverkat hjärtat vilket leder till att de flesta som har defekten inte överlever det första dygnet utanför mammans mage.
I de förenade benen finns två skelettben vilket gör att benen ofta går att separera om de överlever tillräckligt länge. 
De som föds med defekten kan knappt sitta upp och de har svårt att gå. De som överlevt att födas med sirenomelia som genomgått och klarat av en operation har behövt år av sjukgymnastik efteråt.